# カレン・パオラ
カレン・パオラ（Karen Paola、1985年2月9日 - ）は、チリの女性歌手。本名はカレン・リェセロッテ・ベハラノ・フローレス (Karen Liecelotte Bejarano Flores)。
2003年のTeam Mekano（チーム・メカノ）に最初に選ばれたうちの一人。すぐにMekanoで人気になり、歌手として活動を始める。初めは、「Ven Ven Ven」と「Viva la Noche」のようなショーで歌っていた。2004年10月14日ファーストアルバム『Viva la Noche』を発売。後に、ヒメナ・アバルカとのデュエット曲や、「No Por Él」のヒット曲で人気となる。

## ディスコグラフィ

### アルバム
- Viva la Noche（2004年）

### 代表曲
- ヴェン、ヴェン、ヴェン (Ven, Ven, Ven)
- ヴィヴァ・ラ・ノチェ (Viva La Noche)
- ディメ (Dime)
- ノ・ポル・エル (No Por Él、ヒメナ・アバルカとのドゥエット)
- エレス・ウン・ボーンボーン (Eres un BomBom)